# 보노보노
《보노보노》(ぼのぼの)는 일본 만화가인 이가라시 미키오의 작품으로 1986년 연재를 시작해 지금까지 연재를 계속하고 있다.의 같은 이름인 웹툰을 토대로 TV도쿄 아뮤즈에서 만든 일본의 애니메이션으로, TV도쿄에서 1995년 4월 20일 부터 1996년 3월 28일까지 후지TV에서 2016년 4월 2일 ~ 현재 방영중있다.

## 영화 애니메이션
- 감독 = 이가라시 미키오
- 개봉일 = 1993년 11월 13일
- 제목 = 보노보노
- 제작 = 보노보노 영화 제작 실행위원회
- 상영시간 = 103분

- 감독 = 쿠마가이코우키 (クマガイコウキ)
- 개봉일 = 2002년 8월 10일
- 제목 = 극장판 보노보노 쿠모모 나무의 비밀
- 제작 = 다케쇼보
아이 엠 오 (アイ・エム・オー)
디지털 프론티어 (デジタル・フロンティア)
- 상영시간 = 61분

- 제목 = 그림책 작품
- 내용 = *「かわいそうのこと」
- 「大きいのこと、小さいのこと」
- 「メガネヤマネくんのこと」
- 「クリスマスのこと」
- 「ツワイオのこと」

## 출판
정식 한국어판은 서울문화사에서 2009년부터 2011년까지 총 26권을 냈으나 그 이후로는 중단되었으며, 거북이북스에서 판권을 새로 구입해 2017년 5월부터 발간해, 2021년 3월 기준으로 45권까지 출간했다. 이 외에도 거북이북스는 보노보노 선집을 냈으며, 더스토리에서는 여러 파생작품을 출간하고 있다. 일본에서는 2021년 3월을 기준으로 46권까지 나왔다. 1993년에 셀화로 만들어진 첫 번째 극장판이 나왔고 1995년에 총 48화의 애니메이션으로 만들어졌다. 2002년에 두 번째 극장판인 《쿠모모 나무의 비밀》(향기 나무의 비밀)이 나왔다. 대한민국에서 처음으로 애니메이션이 방영된 것은 1996년 투니버스에서이다. 1998년에는 공중파 방송국 SBS에서 《만화잔치》의 코너로 방영되었고, 2001년 KBS 2TV의 어린이 프로그램 《동화나라 꿈동산》을 통해 방영되었다. 또한 현재 대한민국의 게임개발사인 바른손게임즈에서 온라인 게임으로 제작중이다.

## 방영
2016년 4월 2일부터 후지 TV를 비롯한, 도카이 TV, 간사이 TV, TV 니시닛폰 등 26개 FNN 지역 민방 네트워크를 통해서 제2작으로 방영하고 있으며, 한국은 2016년 11월 29일부터 투니버스에서 《안녕! 보노보노》라는 제목으로 1~24화는 2016년 11월 29일에서 2017년 1월 3일까지 매주 화요일 밤 9시에, 25~52화는 2017년 5월 16일에서 6월 27일까지는 매주 화요일 밤 9시 30분에 방영했으며, 53~76화는 2017년 11월 16일에서 12월 21일까지 매주 목요일 오후 9시에 방영했다. 77~104화는 2018년 9월 11일에서 10월 23일까지 매주 화요일 오후 9시에 방영했다. 105~130화는 2019년 4월 25일부터 6월 6일까지 매주 목요일 밤 9시 30분에 방영했다. 131~156화는 같은 해 10월 9일부터 11월 20일까지 매주 수요일 밤 9시 30분에 방영했다. 157~182화는 2020년 6월 10일부터 7월 23일까지 매주 수요일 밤 9시 30분에 방영했다. 183~208화는 같은 해 10월 20일부터 12월 1일까지 매주 화요일 밤 9시에 방영했다. 209~234화는 2021년 5월 18일부터 6월 29일까지 매주 화요일 밤 9시 30분에 방영되었다. 235~260화는 같은 해 11월 24일부터 2022년 1월 5일까지 매주 수요일 밤 9시 30분에 방영되었다. 261~286화는 같은 해 5월 24일부터 7월 5일까지 매주 화요일 밤 9시에 방영했다. 287~310화는 같은 해 10월 23일부터 12월 4일까지 오전 9시에 방영했다. 311~34화는 2023년 4월 12일부터 5월 17일까지 매주 수요일 오후 3시 30분에 방영했다. 335~62화는 같은 해 10월 4일부터 11월 15일까지 매주 수요일 오후 3시 30분에 방영했다. 363~386화는 2024년 5월 12일부터 6월 16일까지 매주 일요일 오전 8시에 방영했다.

## 등장인물

### 주역 3인방
- 보노보노 : 이 작품의 주인공으로 일반적인 어린아이의 시점을 가진 귀여운 아기 해달이다(책에서는 성인 해달이다). 힘없고 느릿느릿한 말투가 특징이며 항상 느릿느릿해서 너부리의 놀림 대상이 된다. 거의 엉뚱한 방향으로 가곤 하지만 일반인을 뛰어넘는 심오한 사고력과 능력을 가지고 있다. 성격은 매우 착하고 순진하며 분홍색 조개를 늘 가지고 다닌다. 겨드랑이에 조개주머니가 있어 가끔 조개를 넣는 모습을 볼 수 있다. 너부리한테 "헛소리 하지마 임마"라고 말한적도 있다. 인터넷 밈으로 사용된다.
- 너부리(아라이구마) : 라쿤이다. 보노보노와 포로리의 친구. 보노보노와 포로리에게 항상 심술쟁이처럼 행동하지만 사실은 보노보노와 포로리를 생각하고 있다. 항상 아버지에게 대들다가 두들겨맞으며 아버지가 자신을 때리는 것은 싫어하지만 자신이 누군가를 때리는 것은 신경쓰지 않는다. 성격은 급하고 다혈질이라 항상 말보다는 주먹이 나가는 스타일이지만 알고 보면 상냥하고 자상한 성격이며 마음이 약하다. 아버지에 의해 자주 부려 먹히거나 스트레스 해소용 샌드백이 된다. 아버지로부터의 독립을 꿈꾸지만 항상 실패로 돌아간다. 보노보노가 "헛소리 하지마 임마"라고 말하자 옆으로 기울어졌다.
- 포로리(시마리스) : 보노보노의 친구인 아기다람쥐(책에서는 보노보노와 마찬가지로 성인 다람쥐.). 항상 너부리에게 맞고 다닌다. 너부리를 놀린 후 "때릴 거야?(이지메루?)" 하고 고개를 옆으로 기울이며 물어본다. 원작에서는 남자지만 두 명의 누나들과 함께 살다 보니 말투가 여성스러워졌다고. (한국 1996년 더빙판에서는 여자로 바꾸었으나, 2016년 더빙판에서는 남자로 바꾸었으며 원판과 같아졌다.) "때릴 거야?" 하고 물어볼 때 말고도 고개를 옆으로 기울이며 말하는 습관이 있다. 보노보노처럼 호두를 늘 가지고 다니며 꼬리에 호두를 넣어 다닌다 보노보노와 궁합이 가장 잘 맞아 항상 친하게 지낸다. 너부리의 동네북이지만 너부리를 골탕먹일때도 있으며 너부리에게 앙갚음을 하려고 벼르는 모습도 보여준다.

### 주역 3인방의 가족

#### 보노보노
- 보노보노 아빠 : 보노보노보다 몸 색깔이 조금 더 짙을 뿐이지 보노보노와 똑같은 외모를 가지고 있다. 항상 바다 위에 누워서 떠다니는 천하태평의 캐릭터이며 겉보기에는 단순해 보일 만큼 온순하고 친절하며 자상한 아버지지만 한때 고래들 사이에서 '사신해달'이란 이름으로 악명을(사실 고래 입에 들어가 숨구멍을 막아 운이 따른것 뿐이지만) 떨칠 정도로 대단한 싸움꾼이었다.(보노보노 세계관에서는 아들이 아버지의 외모, 성격, 버릇 같은 것들을 그대로 닮아 있다).

#### 너부리
- 너부리 아빠 : 세상의 모든 것이 불만인 중년의 라쿤으로 성격이 굉장히 과격하다. 성격이 이렇다 보니 항상 미간을 찌푸리고 있다. 정말 아들이 맞나 싶을 정도로 아들인 너부리를 매일 때리는데 이 버릇을 너부리가 닮아 너부리가 포로리를 때리는 것이라고 추측한다. (너부리의 아버지는 보노보노와 포로리에게는 항상 친절하게 대한다.) 예로부터 전해지는 전설 같은 것들을 많이 알고 있다. 전에는 자신의 아내처럼 세상을 돌아봤던 듯하다. (빙산이나 오로라를 알고 있다거나, 황금색으로 빛나는, 먹으면 방귀를 뀌어 하늘을 날 수 있는 고구마 등을 알고 있었던 걸 보면.) 훈계 방식이 폭력적일 뿐이지 실은 너부리를 많이 걱정하고 있는 것 같다. 말버릇은 "난 ~도 싫고 ~도 싫지만 제일 싫은 건 (너부리가 본인의 심기를 건드린 이유)다"이다. 아들인 너부리 이외의 사람들에게는 의외의 모습(친절한 모습)들을 많이 보여주곤 한다. 애처가이며 자신의 아내인 너부리의 어머니에게는 평소와는 달리 굉장히 친절하게 행동한다. 2016년판에서는 이런 모습이 많이 사라졌다.
- 너부리 엄마 : 매우 드물게 출연하는 캐릭터. 과격한 너부리의 아버지와는 달리 매우 자상한 성격을 갖고 있다. 너부리가 아기였을 적에 남편의 허락으로 세상을 돌아보러 나갔다. 가끔 집에 돌아오는데 난폭한 너부리를 "아가" 라고 부르며 친절하게 대해준다(이걸 보고 포로리가 너부리를 계속 "아가" 라고 불렀다.) 너부리의 아버지는 항상 너부리의 어머니를 상냥히 대하며 말투도 너부리를 대할 때와는 대조적으로 변한다(너부리도 자신의 어머니에게는 꼼짝 못하며 매우 친절한 모습을 보인다).

#### 포로리
- 도로리(다이리스) : 포로리의 큰언니. 몸 색깔은 주황색이다. 1인칭 대명사는 "わたくし(와타쿠시, 자신을 정중하게 이를 때 쓰는 말)"이며 말투도 정중하다. 굉장히 도덕적이고 도도하며 거친 아로리와 대조적으로 마음씨가 곱다. 항상 거친 언어를 들으면 충격을 받아 쓰러지곤 한다. 요즘 너부리와 아로리가 보자마자 싸우는 것에 대해 큰 스트레스를 받고 있으며 둘이 워낙에 통제불능이라 말리지도 못하는 신세이며 자신의 외모에 관한 언급에도 예민한 반응을 보이는 편이다.
- 아로리(쇼우리스) : 포로리의 작은언니. 몸 색깔은 옅은 분홍색이다. 작은 덩치에 비해 엄청나게 과격하고 거친 성격이며 너부리의 악당이다. 항상 자신보다 큰 너부리에게 시비를 걸지만 언니인 도로리와 엄마 아빠 앞에서는 꼼짝 못한다(가끔 대드는 경우도 있다)며 너부리와 만나자마자 막상막하로 싸움을 하지만 힘에서는 너부리에게 밀리는 상태이다. 너부리를 항상 응가너구리라고 부르며 포로리에게도 엄하고 거칠게 행동하는 경우가 많다.
- 포로리 아빠 : 몸 색깔은 연한 회색(신판에서는 연한 보라색)이다. 자상하고 선비다운 성격이며 포로리가 고개를 옆으로 기울이며 말하는 습관이 있는 것과 달리 포로리 아빠는 항상 뒷짐을 지고 허리를 숙여서 말하는 습관이 있다.
- 포로리 엄마 : 포로리의 엄마. 몸 색깔은 갈색이다. 활발하지만 의외로 아주 자상한 성격이며 남들에겐 항상 존중을 갖춰 대한다.

- 포로리 할머니 : 보노보노 36화에서 매우 드물게 나왔다.
- 포로리 할아버지 : 보노보노 61화에서 나왔다.

### 주변 인물들
- 동굴아저씨 : 보노보노의 상상 속에만 등장하는 가상의 표범이다. 보노보노는 항상 동굴아저씨를 두려워하고 있으며 보노보노가 아무도 알아서는 안 될 비밀을 알게 된다거나 해서는 안 될 일(이 중 하나는 딸꾹질인 모양이다)을 하면 동굴아저씨가 보노보노 자신을 동굴 안에 감금시키려 하고 있다고 보노보노는 생각하고 있다. 보노보노의 상상속에서 동굴아저씨는 엄청나게 힘이 세서 보노보노를 한손으로도 들고 다닐 수 있으며 수천마리로 분신술도 사용하기 때문에 절대 도망칠 수 없는 존재로 각인되어 있다.

```
자꾸 자꾸 가둬버릴꺼야~ 라는 대사를 매일한다.
```

- 야옹이형 : 이름은 '야옹이'이지만 사실은 고기잡이살쾡이이다. 숲 속의 모든 것을 알고 있으며 보노보노와 그 친구들을 해치지 않고, 챙겨주고, 자상하고 좋은 이웃집 형 같은 캐릭터이다. 보노보노와 친구들에게 항상 친절하고 관대하게 행동하는 좋은 조언자이지만 숲 속 동물들 중에서 가장 빠르며 큰곰대장을 쓰러트릴 정도로 가장 싸움을 잘한다. 근데 가끔식 나오는 악당 불곰한테는 진다.
- 홰내기 : 주역 삼인방의 친구. 말이 늘 많다. 노래를 잘부르고 춤을 잘춘다.
- 홰내기 아빠 : 홰내기한테 춤과 노래를 가르켜준 인물. 거짓말을 재미있어하며 댄서의 꿈을 가지고있다. 신날때는 항상 저 멀리서 신난다! 라고하며 달린다.
- 족제비 아저씨 : 오소리를 더 닮았다고 한다.
- 멍멍이(1996)/린(2016)(쿠즈리) : 1년 365일을 배변하는 데 보내는 이상한 울버린. 배변하는 걸 방해받는 것을 제일 싫어하며 너부리와 아로리에게 항상 두들겨 맞을 정도로 동네복이다. 등장할 때마다 배변하고 있는 것이 어찌 보면 놀랍다고 한다.(신판)등장시에는 생글생글 거리며 나온다.
- 울버(2016, 멍멍이/린의 아버지) : 아들처럼 등장할 때마다 배변을 하고 있지는 않다. 불곰과 반달곰을 책략(이라고 하기엔 좀 뭐하지만)으로 쓰러뜨렸다. 잔머리를 잘 굴리며 머리가 상당히 비상하지만 의외로 마음이 약하며 너부리를 은근히 두려워한다.
- 오소리 : 너부리의 친구.
- 큰곰 대장(코마 아빠) : 보노보노네 숲의 대장. 특히 자신의 아들의 성장한 모습을 볼 때마다 눈물샘이 대폭발하는 아들바보이다.
- 큰곰 아줌마(코마 엄마) : 큰곰 대장의 아내이자 코마의 엄마곰. 아들을 잘 돌보고 있으며 특히 보노보노를 귀여워한다.
- 아기곰(코마) : 큰곰 대장과 큰곰 아줌마의 아들.
- 불곰(한국이름:으뜸) : 덩치가 크고 난폭한 곰으로 항상 자신보다 더 큰 반달곰을 데리고 다니며 싸움을 건다. 숲에서 가장 강한 동물을 쓰러뜨리고 자신이 그 자리에 오르는 것을 목표로 하고 있다. 나중에 응가 강아지의 아버지의 책략(?)에 엄청 호되게 당한다.
- 반달곰(한국이름:왕건, 곤조) : 불곰보다 덩치가 더 큼에도 불구하고 불곰의 부하노릇을 하고 있다. 덩치는 산만하고 힘이 쎄지만 조금 덜떨어지고 미련한 캐릭터이다. 불곰과 마찬가지로 나중에 응가 강아지의 아버지의 책략(!)에 당한다.

## 우리말 녹음 배역

### 구 방영
- 박은숙: 보노보노
- 홍영란: 포로리
- 김정호: 너부리
- (故) 김일: 야옹이형, 동굴 아저씨, 너부리 아빠, 왕도룡뇽
- 정승욱: 돌이돌이 아빠, 보노보노 아빠, 불곰 대장, 라비(눈토끼 오빠,19화)
- 김나연: 비버 아줌마, 큰곰 아줌마
- 양정화: 아로리, 길 잃은 아기 고래
- 이계윤: 응가 강아지, 돌이돌이, 홰내기, 포로리 엄마, 고래 엄마
- 이지영: 도로리, 너부리 엄마, 눈토끼 동생
- 최준영: 멍멍이 아빠
- 오인성: 포로리 아빠, 으뜸

### 신 방영
- 김서영: 보노보노
- 이호산: 너부리
- 김가령: 포로리
- 원호섭: 보노보노 아빠, 베냥
- 이주창: 야옹이 형
- 최준영: 족제비 아저씨
- 김정은: 너부리 아빠
- 김기흥: 동굴 아저씨, 울버
- 김율: 아로리, 홰내기 엄마, 다 알아 선생님
- 여윤미: 도로리
- 이새벽: 프레리독, 린, 아기곰, 렛지
- 정유정: 홰내기, 오소리
- 손수호: 꼬불이, 오소리 아빠(시즌 9 제외), 로키, 토끼 아저씨
- 김지율: 홰내기 아빠, 도토, 왕건, 슬레이
- 김신우: 산비버, 오르
- 김광국: 포로리 아빠, 으뜸
- 시영준: 큰곰대장
- 정선혜: 큰곰 아줌마, 코레키오
- 한신: 다람쥐 아저씨, 대롱
- 임윤선: 너부리 엄마(시즌8 PART1 제외)
- 강새봄: 포포, 키키모, 노리노리, 도리포
- 김새해: 레리
- 박시윤: 이짝
- 유영: 저짝, 도리도리
- 한채언: 포로리 엄마
- 김채하: 가차(가챠)핑
- 소정환: 무크
- 홍범기: 스스
- 강호철: 스카
- 홍승효: 도리도리 아빠, 할아버지
- 안영미: 도리도리 엄마
- 김다올: 보보이
- 이상호: 띠로리
- 강성우: 피포, 푸르딩맨
- 김도희: 몽이
- 김동현: 고지캐, 코요테, 귀상어
- 김윤기: 롯시, 포치
- 박이서: 쿠퐁, 담돌, 찍찍이, 여울이
- 유혜지: 너부리 엄마(시즌8 PART1), 소프라새, 공작, 반짝이
- 이달래: 오르부하, 엄마 생쥐, 란, 여행자양, 빛나
- 이우리: 담팡이, 남자, 오소리 아빠/로키(시즌 9)
- 채림: 동굴, 메로리, 큐피
- 황동현: 포동이, 타이스

## 방영 목록

### 구 방영(1995)

#### 에피소드 목록
| 화수             | 우리말 제목            |
| ---------------- | ---------------------- |
| 제01화           | 나도 집을 갖고 싶어!   |
| 제02화           | 보노보노야 놀자        |
| 제03화           | 코코넛 열매는 맛있어!  |
| 제04화           | 흉내대장 아기곰        |
| 제05화           | 노래가 좋아!           |
| 제06화           | 울보 비버 돌이돌이     |
| 제07화           | 저게 무슨 소리일까?    |
| 제08화           | 하늘을 날자            |
| 제09화           | 포로리의 이빨이 빠졌네 |
| 제10화           | 불이라는 건 어떤거야?  |
| 제11화           | 새돌 찾기 작전         |
| 제12화           | 포로리의 언니들        |
| 제13화           | 포로리의 감기 소동     |
| 제14화           | 도로리의 진흙 찐방     |
| 제15화           | 밤은 어디에서 오지?    |
| 제16화           | 우리들이 무서워하는 것 |
| 제17화           | 너부리 턱이 빠져서     |
| 제18화           | 너부리의 사랑병!       |
| 제19화           | 시인 왕도룡뇽 할아버지 |
| 제20화           | 폭포타기는 신난다!     |
| 제21화           | 딸꾹질이 멎지 않아!    |
| 제22화           | 붙어서 안 떨어져요!    |
| 제23화           | 상냥한 너부리          |
| 제24화           | 개똥벌레의 숲          |
| 제25화           | 너부리의 가출          |
| 제26화           | 새 이름 지어주기 소동  |
| 제27화           | 정의의 사도 햇님가면   |
| 제28화           | 너부리의 생일          |
| 제29화           | 유성에 이사가는 날     |
| 제30화           | 돌아온 너부리 엄마     |
| 제31화           | 오줌싸기 대소동        |
| 제32화           | 눈이 오네!             |
| 제33화           | 보노보노의 돌연변이    |
| 제34화           | 길잃은 아기고래        |
| 제35화           | 얼음의 세계            |
| 제36화           | 동굴의 공포            |
| 제37화           | 최면술 소동            |
| 제38화           | 눈토끼의 전설          |
| 제39화           | 보노보노와 꼬맹이      |
| 제40화           | 미래가 보인다!         |
| 제41화           | 달려라 보노보노!       |
| 제42화           | 이상한 호수            |
| 제43화           | 돌이돌이의 모험        |
| 제44화           | 폭풍우는 무서워        |
| 제45화           | 범인은 누구?           |
| 제46화           | 너부리의 외출금지!     |
| 제47화           | 누가 일등이지?         |
| 제48화[마지막회] | 만약 매일 즐겁다면?    |

### 신 방영(2016)

#### 에피소드 목록
| 회차                 | 방송 일자 (더빙판) | 제목 (서브 타이틀)                                                                                     |
| -------------------- | ------------------ | --- |
| 1화2화3화4화         | 2016년 11월 29일   | 바다는 혼자 노는 곳이빨이 아프다, 무지 아프다나무에 오르고 싶어프레리 독은 어디 있지?                  |
| 5화6화7화8화         | 2016년 12월 6일    | 꿈은 정말 이상해너부리가 결심했다나의 섬이 생겼다나와 아빠의 집                                        |
| 9화10화11화12화      | 2016년 12월 13일   | 다 같이 씨브리감기는 어떻게 해야 낫지?나는 오늘 집을 본다소중한 물건을 도둑맞았다                      |
| 13화14화15화16화     | 2016년 12월 20일   | 무서운 생각은 무서워나의 돌이 깨졌다외로워질 때가 있다나는 걷는 게 좋아                                |
| 17화18화19화20화     | 2016년 12월 27일   | 포로리의 누나들우리의 재미있는 놀이내 꿈 속의 풍경야옹이 형의 놀이                                     |
| 21화22화23화24화     | 2017년 1월 3일     | 포로리가 결투를 한다내가 예전에 갖고 있던 것홰내기의 역시나…바위 니무의 커다란 바위                    |
| 25화26화27화28화     | 2017년 5월 16일    | 구름이 가져다 주는 것포로리의 언니들이 또 왔다박쥐에 대하여야옹이형의 즐거움                           |
| 29화30화31화32화     | 2017년 5월 23일    | 오소리는 이상한 아이? 길을 걸어 가자 포로리의 범인 찾기 요즘 사는게 즐거워?                            |
| 33화34화35화36화     | 2017년 5월 30일    | 아빠가 여행을 떠난다 나는 물고기를 못 잡는다 절벽이 무너지는 걸 보고 싶어 심부름 하는 누나             |
| 37화38화39화40화     | 2017년 6월 6일     | 홀로 서기는 어떻게 하는 거지? 포로리가 알게 된 것 천벌 주기 놀이를 하자 똑같이 생긴 아이를 만나고 싶어 |
| 41화42화43화44화     | 2017년 6월 13일    | 아이에게는 비밀인 것 포로리와 씨앗을 심자 싹이 나왔다 시시한 이야기에 대하여                           |
| 45화46화47화48화     | 2017년 6월 20일    | 취미란 무엇일까 아빠의 친구 야옹이형이 사라졌다 야옹이형을 찾아라                                      |
| 49화50화51화52화     | 2017년 6월 27일    | 나는 산책을 좋아한다 누나가 고민에 빠졌다 심심한 너부리 똑같이 생긴 아이를 만나러 가자                 |
| 53화54화55화56화     | 2017년 11월 16일   | 야옹이 형이 온 날 엄청난 일이 일어난다 엄청난 일이 일어난 날 홰내기가 불량해졌다                       |
| 57화58화59화60화     | 2017년 11월 23일   | 떨어진 물건은 버려진 물건?친구들과의 하룻밤 폭포는 굉장해 아빠는 쉽지 않다                             |
| 61화62화63화64화     | 2017년 11월 30일   | 너부리의 집 구하기발바닥을 보러 가자뽕뽕뽕 구멍이 생겼다아기곰은 따라쟁이                              |
| 65화66화67화68화     | 2017년 12월 7일    | 키로키로 벌레 이야기너부리가 또 결심했다모두가 이상한 생물아, 여름이다                                 |
| 69화70화71화72화     | 2017년 12월 14일   | 대장이 왔다물고기를 잡았다무지무지 웃긴 이야기유령이 나타났다                                          |
| 73화74화75화76화     | 2017년 12월 21일   | 새로운 놀이를 생각하자포포스라는 토끼 나는 여행을 떠난다 포로리의 경쟁자                               |
| 77화78화79화80화     | 2018년 9월 11일    | 귀청소는 재밌어바람과 사이좋게 지내자 필요한 것과 필요 없는 것걱정된다                                 |
| 81화82화83화84화     | 2018년 9월 18일    | 보노야 일어서 보렴포로리는 명탐정요리를 해보자배가 아프다                                              |
| 85화86화87화88화     | 2018년 9월 25일    | 괴물이 있는 산너부리가 졌다 너부리와 아카카 누나가 집에 안 간다                                        |
| 89화90화91화92화     | 2018년 10월 2일    | 어째서 부딪히는 걸까멈추지 않는 노래 행복의 무당벌레 산비버의 얼굴                                     |
| 93화94화95화96화     | 2018년 10월 9일    | 동굴아저씨의 비밀보노야, 헤엄쳐 보렴쾅! 하는 소리가 나서물고기가 놓여있다                              |
| 97화98화99화100화    | 2018년 10월 16일   | 환상의 잎사귀아로리 누나를 찾아라너부리의 애완동물무슨 생각하는지 알겠어?                              |
| 101화102화103화104화 | 2018년 10월 23일   | 포로리는 벌레를 싫어해살을 찌워봤다돌고도는 선물 놀이선물은 어디로?                                    |
| 105화106화107화108화 | 2019년 4월 25일    | 대장이 위험하다너부리의 시간 때우기보노야 다같이 놀자꾸나누나와 아빠                                   |
| 109화110화111화112화 | 2019년 5월 2일     | 홰내기가 싫어하는 것새로운 말이 떠올랐다나는 화가 났다붙어서 안 떨어져                                 |
| 113화114화115화116화 | 2019년 5월 9일     | 포로리가 우울해 한다아기 곰이 감기에 걸렸다똑바로만 가자산비버의 짝꿍 찾기                             |
| 117화118화119화120화 | 2019년 5월 16일    | 프레리독이 없다우당탕탕 막 싸움보노야, 친구가 왔단다노래꾼이 되고 싶어                                 |
| 121화122화123화124화 | 2019년 5월 23일    | 누군가와 마주치는 것누나들이 생겼다무서워, 무서워날아라! 포로리                                        |
| 125화126화127화128화 | 2019년 5월 30일    | 무서운 으뜸 두목이 온다무서운 으뜸 두목이 왔다린을 따라갔다내가 보고 있지 않을 때                      |
| 129화130화           | 2019년 6월 6일     | 강은 신기해물건은 언제부터 쓰레기가 될까?                                                              |
| 131화132화133화134화 | 2019년 10월 9일    | 비밀기지가 생겼다보노야, 무섭지 않단다너부리의 엄청난 발명두루벌레 이야기                              |
| 135화136화137화138화 | 2019년 10월 16일   | 포포의 도전오소리를 화나게 하자지평선은 좋다손을 넣어보자                                              |
| 139화140화141화142화 | 2019년 10월 23일   | 으뜸과 왕건피포씨와 포로리대장이 돌아왔다낡지 않는 것은 없다                                           |
| 143화144화145화146화 | 2019년 10월 30일   | 아로리 누나는 명탐정포로리하고 싸웠다아기 너부리와 너부리 아빠멈추지 않고 계속 나온다                  |
| 147화148화149화150화 | 2019년 11월 6일    | 질투하는 큰곰 대장누나의 남자친구아아, 겨울이다너부리의 엄마                                           |
| 151화152화153화154화 | 2019년 11월 13일   | 부부의 이야기린이 일어섰다우리는 무덤덤홰내기가 이사 간다                                              |
| 155화156화           | 2019년 11월 20일   | 너부리의 사랑누군가 보고 있다                                                                          |
| 157화158화159화160화 | 2020년 6월 10일    | 포로리와 죠보보노야, 화난거니?숨바꼭질을 하자애잔한 마음                                               |
| 161화162화163화164화 | 2020년 6월 17일    | 도로리 누나와 함께약속 장소는 어디?알을 주웠다야옹이 형과 큰곰 대장                                    |
| 165화166화167화168화 | 2020년 6월 24일    | 노리노리랑 놀자너부리는 숨기벌레보노보노의 만담날아다니는 동그란 것                                    |
| 169화170화171화172화 | 2020년 7월 1일     | 아빠가 이상하다레리가 왔다얼굴이 부었다나의 첫사랑                                                     |
| 173화174화175화176화 | 2020년 7월 8일     | 헤엄쳐라! 포로리!보노야, 일어섰구나!꼬리가 아프다포로리의 엄마                                         |
| 177화178화179화180화 | 2020년 7월 15일    | 빌붙어 사는 너부리조각조각난 것을 찾자도리도리의 가족맛있는 건 정말 좋아                               |
| 181화182화           | 2020년 7월 22일    | 도로리 누나와 피포 씨내가 달라졌나?                                                                    |
| 183화184화185화186화 | 2020년 10월 20일   | 알록달록 열매를 먹어보자외로울 때는맛있는 걸 먹고 싶다야옹이 형은 걷는다                               |
| 187화188화189화190화 | 2020년 10월 27일   | 할 수 있었던 게 안 된다보노랑 포로리랑밥 먹는게 귀찮다미아가 됐다                                      |
| 191화192화193화194화 | 2020년 11월 3일    | 새로운 친구천벌주기 시합을 하자여행을 떠나는 너부리구르기를 하자                                       |
| 195화196화197화198화 | 2020년 11월 10일   | 너부리의 여행포로리와 추리를 하자누군가 달리고 있다돌아온 너부리                                       |
| 199화200화201화202화 | 2020년 11월 17일   | 보노야, 눌러보렴갑자기 살이 쪘다땅속으로부터땅속에는                                                   |
| 203화204화205화206화 | 2020년 11월 24일   | 심부름 가는 아기 곰짜루 벌레 이야기우뽀뽀 수프의 비밀어른이 된다는 것                                  |
| 207화208화           | 2020년 12월 1일    | 바다는 바다와 노는곳포로리의 외투                                                                      |
| 209화210화211화212화 | 2021년 5월 18일    | 산에서 나는 소리보노야, 코~ 자자야옹이형의 친구야옹이형과 스스                                         |
| 213화214화215화216화 | 2021년 5월 25일    | 몽이와의 추억새로운 이름바다는 뭘까?어깨가 아픈 홰내기                                                 |
| 217화218화219화220화 | 2021년 6월 1일     | 되짚어 가보자오늘은 운동회날다 같이 운동회아빠들의 대화                                                |
| 221화222화223화224화 | 2021년 6월 8일     | 나이를 먹으면다알아 선생님 이야기너부리의 털삼보노야, 싫어 싫어?                                       |
| 225화226화227화228화 | 2021년 6월 15일    | 스카 아저씨의 싸움외삼촌 포로리다시 한 번 해보자누나들의 싸움                                          |
| 229화230화231화232화 | 2021년 6월 22일    | 야옹이형과 나여행자가 왔다아기곰과 산비버여러 가지 놀이                                                |
| 233화234화           | 2021년 6월 29일    | 동굴아저씨의 존재동굴아저씨가 지도를 주셨다                                                            |
| 235화236화237화238화 | 2021년 11월 24일   | 동굴아저씨는 있을까?동굴아저씨는 누구지?보노야, 형제는 좋은 거란다포로리의 좋은 시                     |
| 239화240화241화242화 | 2021년 12월 1일    | 프레리독의 봄내일의 냄새도리도리가 왔다포로리와 잎새하나 씨                                            |
| 243화244화245화246화 | 2021년 12월 8일    | 띠로리와 보보이가 왔다두 친구의 노래향기나무 숲이 걱정한다자, 노래하자!                                |
| 247화248화249화250화 | 2021년 12월 15일   | 어른의 대화아기 너부리와 너부리 아빠2족집게 언니이빨이 아프다, 더 아프다                               |
| 251화252화253화254화 | 2021년 12월 22일   | 봄을 보러 가자아무에게도 알리고 싶지 않은 봄우리의 봄좋은 날씨는 좋다                                  |
| 255화256화257화258화 | 2021년 12월 29일   | 바다도 변한다여기서 살 수 있을까?우리가 살고 싶은 곳야옹이형이 다쳤다                                  |
| 259화260화           | 2022년 1월 5일     | 보노말하기로 이야기하자아기 보노보노와 아기 린                                                         |
| 261화262화263화264화 | 2022년 5월 24일    | 피포와 포동이포동이와 피포한심한 담팡이힘내라! 담팡이                                                  |
| 265화266화267화268화 | 2022년 5월 31일    | 범고래 섬나무에 오를 수 있으면 좋겠다프레리독의 집서로 다른 우리들                                     |
| 269화270화271화272화 | 2022년 6월 7일     | 엄마의 유품야옹이형을 가버렸다이상한 구멍을 보러 가자구멍에서 나오는 검은 것                           |
| 273화274화275화276화 | 2022년 6월 14일    | 보노야, 공놀이 하자꾸나포로리의 생일여러 가지 씨름아빠의 등꾸리                                        |
| 277화278화279화280화 | 2022년 6월 21일    | 최강자는 누구?보노보노 선생님롯시와 타이스그들은 강하다                                                |
| 281화282화283화284화 | 2022년 6월 28일    | 한 번밖에 못 만나는 사람다시 만날 수도 있는 사람너부리의 엄마가 왔다달려라! 포로리                     |
| 285화286화           | 2022년 7월 5일     | 홰내기의 노래 공연이것저것 잊어버린다                                                                  |
| 287화288화289화290화 | 2022년 10월 23일   | 운다는 것의 굉장함새로운 병울음병은 어디로 갔지?아빠들의 송년회                                        |
| 291화292화293화294화 | 2022년 10월 30일   | 나와 바다와 아빠나랑 아빠는 닮았다어딘가에 숨어 있는 마법어딘가에 숨어서 보고 있는 것                  |
| 295화296화297화298화 | 2022년 11월 6일    | 소리는 신기해돌아온 족집게 언니보노야, 포로리가 없어졌어골치 아픈 피포                                 |
| 299화300화301화302화 | 2022년 11월 13일   | 야옹이형은 어디서 왔을까?야옹이형은 어디 있을까?야옹이형이 있었던 곳그곳은 아주 멀고도 멀고 먼 곳      |
| 301화302화303화304화 | 2022년 11월 20일   | 꿈치돌과 오소리응가가 안 나온다포로리의 코가 막혔다포로리의 코가 뚫렸다                                |
| 305화306화307화308화 | 2022년 11월 27일   | 스마포를 써 보자베이비 보노보노, 나만의 놀이큰곰대장과 야옹이향기나무 숲의 우두머리                    |
| 309화310화           | 2022년 12월 4일    | 한번 가 봤던 곳하면 안 되는 일                                                                         |
| 311화312화313화314화 | 2023년 4월 12일    | 넓어지는 초원온천이 나왔다온천은 좋다향기나무 숲의 칠대 불가사의                                       |
| 315화316화317화318화 | 2023년 4월 19일    | 나는 보노보노?오소리의 거짓말날씨가 좋으면 신이 난다아기별이 왔다                                      |
| 319화320화321화322화 | 2023년 4월 26일    | 도리도리가 또 왔다도리도리가 가고 싶은 곳나와 홰내기뭔가 달라지는 것                                   |
| 323화324화325화326화 | 2023년 5월 3일     | 형은 필요 없어형이랑 놀자형과 누나형은 다 잊었다                                                       |
| 327화328화329화330화 | 2023년 5월 10일    | 커다란 발자국바닷물에 밀려온 것뭔지 모르겠는 것왕건이 화났다                                           |
| 331화332화333화334화 | 2023년 5월 17일    | 맛있게 먹는 비법내가 만든 놀이흐뭇해지는 것매일매일 똑같을까?                                          |
| 335화336화337화338화 | 2023년 10월 4일    | 그 둘이 돌아왔다고?그 둘의 슬픈 사연그 둘과 대결놀이를 하앞으로의 그 둘                                |
| 339화340화341화342화 | 2023년 10월 11일   | 누구의 응가일까?부모님의 모두 이상하다기억 속의 풍경                                                   |
| 343화344화345화346화 | 2023년 10월 18일   | 보노야~ 걸어보자또 아로리 누나를 찾아라나의 농담아빠와 너부리                                          |
| 347화348화349화350화 | 2023년 10월 25일   | 친구는 상할까?편리한 나 가둬버려 가둬버려 가둬버려나는 여기에 있다                                     |
| 351화352화353화354화 | 2023년 11월 1일    | 사라진 수정 구슬찾아라, 수정 구슬심심한 홰내기보노랑 포로리랑 2                                        |
| 355화356화357화358화 | 2023년 11월 8일    | 나의 재미있는 이야기대장은 숲을 지킨다이건 뭘까?여행자 양이 왔다                                       |
| 359화360화361화362화 | 2023년 11월 15일   | 신기한 곳신기한 친구어른은 힘들다아기 다람쥐가 태어났다                                                |
| 363화364화365화366화 | 2024년 5월 12일    | 궁금한 열매의 맛빛나랑 반짝이랑반짝이랑 빛나랑반짝이랑 빛나는 언제나 반짝 빛나                         |
| 367화368화369화370화 | 2024년 5월 19일    | 오소리와 프레리독보노와 간질이 아저씨길을 잘못 들었어바다와 셀레나                                     |
| 371화372화373화374화 | 2024년 5월 26일    | 아빠와 사마귀 대결아빠와 친구들의 사마귀 대결바다는 따뜻하게 노는 곳여울이와 도전 한판                 |
| 375화376화377화378화 | 2024년 6월 2일     | 나는 왜 태어났을까?내가 아닌 다른 걸로 변한다면?건강 요법 이야기보노야, 위험해                         |
| 379화380화381화382화 | 2024년 6월 9일     | 동굴 재판비밀 구멍누나의 결혼?피포 형의 아빠                                                           |
| 383화384화385화386화 | 2024년 6월 16일    | 그 둘이 걱정돼그 둘이 숨기는 것그 둘이 지키는 것타이스 아저씨와 롯시 아저씨                            |

#### 극장판
또 2017년, 신작인 [안녕! 보노보노]를 원작으로 한 [보노보노 우주에서 온 친구]가 상영되었다. 다만 일본 외의 한국을 포함한 다른 국가에서는 아직 개봉한 적이 없다.